# زفوروس
زفوروس (به یونانی: Ζέφυρος) در اسطوره‌های یونان، مظهر باد غرب است.
پسر آسترایئوس و ائوس بود. از آرام‌ترین بادها و در مقابل باد وحشی شمال، بورئاس بود.پسوخه را در راه رسیدن به اروس یاری داد. به روایتی ایریس الهه رنگین کمان همسر او بود.